# Edgar Moon
Edgar "Gar" Moon (Wagga Wagga, 3 de dezembro de 1904 - Brisbane, 26 de maio de 1976) foi um tenista profissional australiano.

## Grand Slam finais

### Simples
Vitórias (1)
| Ano  | Campeonato      | Oponente     | Placar        |
| 1930 | Australian Open | Harry Hopman | 6–3, 6–1, 6–3 |

### Duplas
Vitórias (1)
| Ano  | Campeonato      | Parceiro      | Oponentes                     | Placar               |
| 1932 | Australian Open | Jack Crawford | Harry Hopman Gerald Patterson | 12–10, 6–3, 4–6, 6–4 |

Vices (3)
| Ano  | Campeonato      | Parceiro      | Oponente                       | Placar                  |
| 1928 | Australian Open | Jim Willard   | Jean Borotra Jacques Brugnon   | 2–6, 6–4, 4–6, 4–6      |
| 1929 | Australian Open | Jack Cummings | Jack Crawford Harry Hopman     | 1–6, 8–6, 6–4, 1–6, 3–6 |
| 1933 | Australian Open | Jack Crawford | Keith Gledhill Ellsworth Vines | 4–6, 8–10, 2–6          |